# Берг, Юрий Александрович
Ю́рий Алекса́ндрович Бе́рг (род. 3 августа 1953, п. Ныроб, Чердынский район, Пермская область, РСФСР, СССР) — российский государственный деятель. Губернатор Оренбургской области с 15 июня 2010 по 21 марта 2019 (временно исполняющий обязанности губернатора Оренбургской области с 17 мая по 26 сентября 2014).

## Биография
Родился 3 августа 1953 года в селе Ныроб Ныробского района Пермской области в семье служащих Александра и Зинаиды Берг (Бабаковой). Отец из поволжских немцев, мать — русская. В 1961 году семья переехала в г. Орск Оренбургской области.

### Образование
1969 год — окончил 9 классов школы № 35 г. Орска.
1973 год — Астраханское мореходное училище по специальности «морское судовождение». На выбор места обучения повлияла книга «Штурман дальнего плавания», которую написал капитан парусника «Товарищ» Дмитрий Лухманов.
1982 год — Оренбургский государственный педагогический университет.
2003 год — Оренбургский государственный университет по специальности «Экономика и управление на предприятии» с присвоением квалификации «экономист-менеджер».

### Трудовая деятельность
1974 — 1976 — слесарь-монтажник строительного управления №1 треста «Оренбургспецстрой».
1976 — 1985 — учитель физкультуры и основ военной подготовки в школе № 11 г. Орска.
1985 — 1992 — директор средней школы № 15 г. Орска.
1997 — директор ЗАО АСК «Орск-АСКО».
1998 — 1999  — генеральный директор ТОО «Орск-сервис ЛТД».
1999 — 2005 — генеральный директор ОАО «Новотроицкий цементный завод».
С июля 2005 года работал заместителем генерального директора по региональному развитию в ОАО «ОрскИнтерСвязь».

### Государственная служба

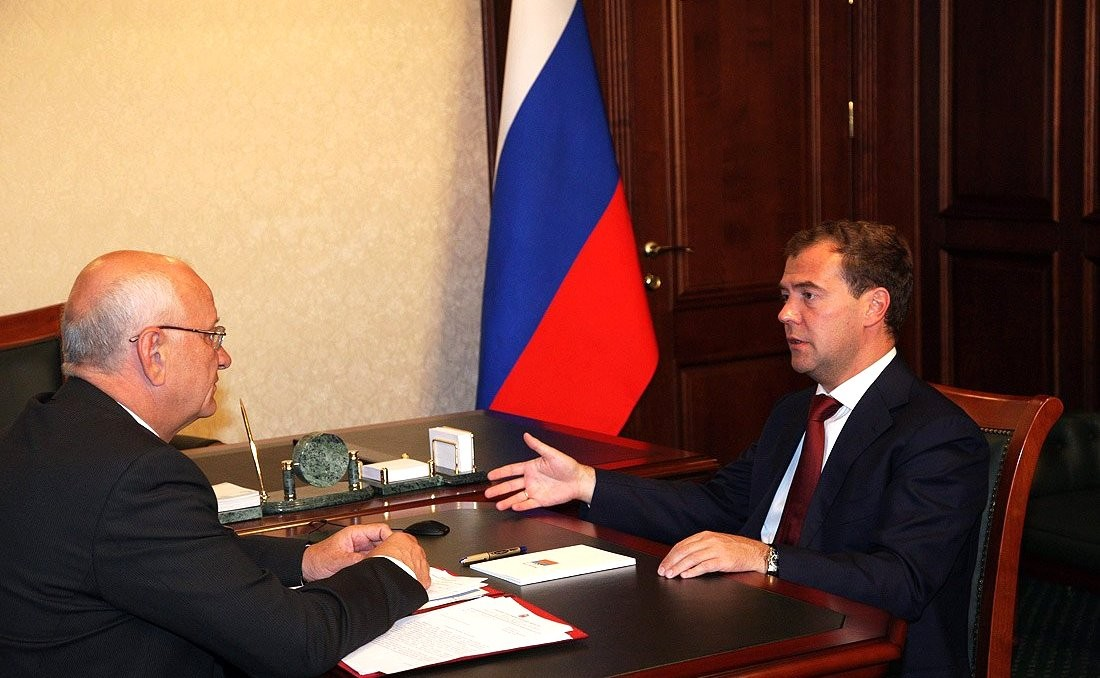
Рабочая встреча с президентом России Дмитрием Медведевым, 2010 год

1992 —1996 — заместитель главы администрации г. Орска по социальным вопросам.
В 1995 году включен в резерв федеральных органов исполнительной власти Российской Федерации.
С начала 1997 по 1998 год — заместитель директора Оренбургского фонда содействия органам налоговой полиции.
2 ноября 2005 года вступил в должность главы Орска.
Член Совета при президенте РФ по делам казачества (с 2012 года).
Член президиума регионального политического совета партии «Единая Россия» Оренбургской области.

### Губернатор Оренбургской области
15 мая 2010 года президент РФ Дмитрий Медведев внес на рассмотрение Законодательного собрания Оренбургской области кандидатуру Юрия Берга для наделения его полномочиями губернатора региона.
22 мая 2010 года депутаты Законодательного собрания утвердили Юрия Берга главой Оренбургской области.
15 июня 2010 года вступил в должность губернатора Оренбургской области.
С 5 июля 2011 по 4 января 2012 — член президиума Государственного совета Российской Федерации.
17 мая 2014 года президент Российской федерации В. В. Путин принял досрочную отставку Ю. А. Берга по личному заявлению, для того чтобы он смог принять участие в выборах.
14 сентября 2014 года избран на второй срок в губернаторы Оренбургской области с результатом голосования 80,28 %.
26 сентября 2014 года приступил к исполнению обязанностей губернатора Оренбургской области.
В конце 2018 года Юрий Берг попал в десятку руководителей глав регионов по падению рейтинга. РБК сообщил, что рейтинг Берга за год упал на 28 %. Пресс-секретарь губернатора Сергей Шермецинский регулярно опровергал слухи об отставке Юрия Берга, но 21 марта Юрий Берг подал в отставку. К числу проблем Оренбургской области относили проблему коррупции — арест мэра Оренбурга Евгения Арапова и проблема работы промышленных предприятий — временный простой Орского завода ОРМЕТО-ЮУМЗ на 3000 человек и невыплата зарплаты.

## Награды
Орден Почёта (2017) — за достигнутые трудовые успехи  и  многолетнюю  добросовестную работу
Медаль «За содружество во имя спасения» (2011) — за особый вклад в укрепление противопожарной безопасности и профилактике чрезвычайных ситуаций в Оренбургской области
Знак «Отличник народного просвещения» РСФСР

## Семейное положение
Женат, имеет двух сыновей, пятерых внуков.
С супругой учился в одной школе. Берг Любовь Фёдоровна, по образованию учитель начальных классов, с 1976 по 2006 годы работала в школе №11 г. Орска. Возглавляет попечительские советы благотворительного фонда «Будущее Оренбуржья», Оренбургской духовной семинарии. Является заместителем председателя областной общественной организации «Совет женщин». Владеет ООО «Базис-Н», зарегистрированным в Оренбургском районе.
Сын, Берг Сергей Юрьевич, работает первым заместителем гендиректора оренбургской строительной корпорации «Горизонт» и гендиректором новотроицкого ЗАО «Силикатный завод». Владеет долей в домостроительном комбинате «Уральский», который он возглавлял до 2010 года и ООО «Европартнерс», имеющего доли в ООО «Техстройконтракт» и «Носта-банке».
Сын, Берг Александр Юрьевич, с 2008 года — владелец и генеральный директор ООО «Новотроицкий завод кровельных материалов ТехИзол». Женат, воспитывает двоих дочерей (Дженифер и Эвелину). В мае 2025 года Александр Берг скончался.

## Увлечения
По его собственному утверждению, «на хобби нет времени». Предпочитает проводить свободное время с внучками.
Любит и умеет готовить.
Есть собака — немецкая овчарка по кличке Макс.